# 世界邮政日

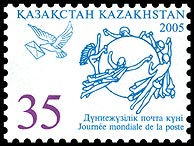
2005年哈薩克発行的世界郵政日郵票

世界邮政日(World Post Day)，即每年的10月9日，由万国邮政联盟（Universal Postal Union, UPU）设立。
万国邮政联盟的前身邮政总联盟成立于1874年10月9日。1969年，万国邮联第16届代表大会通过决议，决定每年的10月9日为“万国邮联日”。1984年，万国邮联第19届代表大会认为此名无法达到预期的宣传与触动作用，即决定更名为“世界邮政日”。
设立此纪念日，旨在向万国邮联各成员国主管当局和广大公众宣传邮政在各国文化、经济和社会发展中的重要作用及万国邮联的工作和取得的成就，以促进邮政业务在全世界的发展。
每年的世界邮政日，万国邮联国际局总局长会发表贺词；各成员国邮政部门应围绕当年世界邮政日主题，通过媒体开展广泛的宣传活动。

## 历届主题
- 1981年 邮政没有边界
- 1982年 合作与发展促进万国邮联的活动
- 1983年 邮政，世界上最广泛的通信网
- 1984年 什么也代替不了邮政
- 1985年 邮政把世界的信息送到你门前
- 1986年 邮政是和平的使者
- 1987年 邮政向距离挑战
- 1988年－1990年 邮政永远存在，遍布各地
- 1991年－1993年 邮政，你的全球性合作伙伴
- 1994年－1996年 邮政，你的最佳选择
- 1997年－2000年 世界只有一个邮政网
- 2001年－2003年 邮政帮你拓展新天地
- 2004年－2006年 世界邮政网：情系万家，信达天下
- 2023年 共筑信任，携手共创安全互联的未来

## 外部鏈接
- 世界邮政日 联合国 （页面存档备份，存于）